# Natação nos Jogos Olímpicos de Verão de 1988 - 50 m livre masculino
A competição inaugural dos 50 metros livre masculino da natação nos Jogos Olímpicos de Verão de 1988 foi disputada no dia 24 de setembro no  Jamsil Indoor Swimming Pool em Seul, Coreia do Sul.
O nadador norte-americano Matt Biondi demoliu o recorde mundial para se tornar o primeiro campeão olímpico da prova. Ele marcou o tempo de 22.14 para adicionar o quarto ouro e a sexta medalha ao seu histórico, sendo 0.04 segundo abaixo do recorde do sul-africano Peter Williams. Apresentando um melhor tempo de reação na raia, o rival e colega de equipe de Biondi, Tom Jager, diminuiu o passo para ficar com a prata com 22.36. Enquanto isso, o soviético Gennadiy Prigoda superou o nadador suíço Dano Halsall por 12 centésimos de segundo para conquistar o bronze com 22.71.

## Medalhistas
| Ouro   | USA Matt Biondi      |
| Prata  | USA Tom Jager        |
| Bronze | URS Gennadiy Prigoda |

## Recordes
Antes desta competição, os recordes mundiais e olímpicos da prova eram os seguintes:
| Tipo | Atleta               | Tempo | Local                        | Data                |
| ---- | -------------------- | ----- | ---------------------------- | ------------------- |
|      | Peter Williams (RSA) | 22.18 | Indianápolis, Estados Unidos | 10 de abril de 1988 |
|      |                      |       |                              |                     |

Os seguintes recordes mundiais ou olímpicos foram estabelecidos durante esta competição:
| Data           | Evento         | Atleta          | Tempo | Notas            |
| -------------- | -------------- | --------------- | ----- | ---------------- |
| 24 de setembro | Eliminatória 8 | USA Matt Biondi | 22.39 | Recorde olímpico |
| 24 de setembro | Final A        | USA Matt Biondi | 22.14 | Recorde mundial  |

## Formato da competição
A competição consistia em duas fases: eliminatórias e finais. Os nadadores com os oito melhores tempos nas eliminatórias avançaram à final A, onde eles competiram pelas primeiras oito posições. Os nadadores com os oito melhores tempos seguintes nadaram na final B, do nono ao décimo sexto lugar. Provas de desempate ocorreram para definir classificação, se necessário.

## Resultados

### Eliminatórias
Regra: Os oito nadadores mais rápidos avançam à final A (Q), enquanto os oito seguintes, à final B (q).
| Pos. | Raia | Nadador              | CON                          | Tempo | Notas            |
| ---- | ---- | -------------------- | ---------------------------- | ----- | ---------------- |
| 1    | 8    | Matt Biondi          | USA Estados Unidos           | 22.39 | Q,               |
| 2    | 9    | Gennadiy Prigoda     | URS União Soviética          | 22.57 | Q                |
| 3    | 7    | Dano Halsall         | SUI Suíça                    | 22.61 | Q,               |
| 3    | 9    | Tom Jager            | USA Estados Unidos           | 22.61 | Q                |
| 5    | 7    | Volodymyr Tkachenko  | URS União Soviética          | 22.81 | Q                |
| 6    | 7    | Frank Henter         | FRG Alemanha Ocidental       | 22.98 | Q                |
| 7    | 8    | Andrew Baildon       | AUS Austrália                | 22.99 | Q                |
| 8    | 8    | Stéfan Voléry        | SUI Suíça                    | 23.04 | Q                |
| 9    | 9    | Ang Peng Siong       | SIN Singapura                | 23.08 | q,               |
| 10   | 8    | Per Johansson        | SWE Suécia                   | 23.12 | q                |
| 11   | 9    | Stephan Güsgen       | FRG Alemanha Ocidental       | 23.22 | q                |
| 11   | 7    | Stéphan Caron        | FRA França                   | 23.22 | q, WD            |
| 13   | 9    | Shen Jianqiang       | CHN China                    | 23.41 | q                |
| 13   | 9    | Tsvetan Golomeev     | BUL Bulgária                 | 23.41 | q, WD            |
| 15   | 4    | Mark Andrews         | CAN Canadá                   | 23.44 | q,               |
| 16   | 8    | Göran Titus          | SWE Suécia                   | 23.44 | q                |
| 17   | 8    | Hilton Woods         | AHO Antilhas Neerlandesas    | 23.46 | q                |
| 18   | 6    | Feng Qiangbiao       | CHN China                    | 23.47 | qSO              |
| 18   | 6    | Christophe Kalfayan  | FRA França                   | 23.47 | qSO              |
| 20   | 7    | Vagn Høgholm         | DEN Dinamarca                | 23.50 |                  |
| 20   | 9    | Hans Kroes           | NED Países Baixos            | 23.50 |                  |
| 22   | 7    | Mark Foster          | GBR Grã-Bretanha             | 23.51 |                  |
| 23   | 7    | Petr Kladiva         | TCH Checoslováquia           | 23.53 |                  |
| 24   | 5    | Manuel Guzmán        | PUR Porto Rico               | 23.61 |                  |
| 25   | 6    | Mike Fibbens         | GBR Grã-Bretanha             | 23.67 |                  |
| 26   | 8    | Peter Rohde          | DEN Dinamarca                | 23.70 |                  |
| 27   | 6    | Thomas Stachewicz    | AUS Austrália                | 23.72 |                  |
| 28   | 6    | Yves Clausse         | LUX Luxemburgo               | 23.99 |                  |
| 29   | 8    | Rodrigo González     | MEX México                   | 24.01 |                  |
| 30   | 6    | Paulo Trindade       | POR Portugal                 | 24.02 |                  |
| 31   | 5    | Sérgio Esteves       | POR Portugal                 | 24.24 |                  |
| 32   | 1    | Garvin Ferguson      | BAH Bahamas                  | 24.25 | Recorde nacional |
| 33   | 7    | José Moreira         | BRA Brasil                   | 24.26 |                  |
| 33   | 4    | Joseph Eric Buhain   | PHI Filipinas                | 24.26 | Recorde nacional |
| 35   | 5    | Li Khai Kam          | HKG Hong Kong                | 24.30 |                  |
| 36   | 6    | Markus Opatril       | AUT Áustria                  | 24.32 |                  |
| 37   | 5    | Jorge Fernandes      | BRA Brasil                   | 24.40 |                  |
| 38   | 6    | Alexander Pilhatsch  | AUT Áustria                  | 24.42 |                  |
| 39   | 5    | Michael Wright       | HKG Hong Kong                | 24.47 |                  |
| 40   | 5    | Magnús Ólafsson      | ISL Islândia                 | 24.50 |                  |
| 41   | 4    | Richard Sam Bera     | INA Indonésia                | 24.63 | Recorde nacional |
| 42   | 5    | Mohamed El-Azoul     | EGY Egito                    | 24.64 |                  |
| 42   | 4    | Murat Tahir          | TUR Turquia                  | 24.64 |                  |
| 44   | 4    | Hans Foerster        | ISV Ilhas Virgens Americanas | 24.72 |                  |
| 45   | 6    | Urbano Zea           | MEX México                   | 24.86 |                  |
| 45   | 3    | Oon Jin Gee          | SIN Singapura                | 24.86 |                  |
| 47   | 3    | Ronald Pickard       | ISV Ilhas Virgens Americanas | 25.01 |                  |
| 48   | 5    | Mohamed Hassan       | EGY Egito                    | 25.11 |                  |
| 49   | 1    | Paul Yelle           | BAR Barbados                 | 25.15 |                  |
| 50   | 4    | Hakan Eskioğlu       | TUR Turquia                  | 25.24 |                  |
| 51   | 3    | Chiang Chi-li        | TPE Taipé Chinês             | 25.26 |                  |
| 52   | 3    | Vaughan Smith        | ZIM Zimbabwe                 | 25.29 |                  |
| 53   | 3    | Graham Thompson      | ZIM Zimbabwe                 | 25.38 |                  |
| 54   | 3    | Song Kwang-sun       | KOR Coreia do Sul            | 25.40 |                  |
| 55   | 3    | Wirmandi Sugriat     | INA Indonésia                | 25.55 |                  |
| 56   | 3    | Bruno N'Diaye        | SEN Senegal                  | 25.63 |                  |
| 57   | 2    | Warren Sorby         | FIJ Fiji                     | 25.64 |                  |
| 58   | 2    | Pablo Barahona       | HON Honduras                 | 25.79 |                  |
| 59   | 1    | Sergio Fafitine      | MOZ Moçambique               | 25.97 |                  |
| 60   | 2    | Plutarco Castellanos | HON Honduras                 | 26.00 |                  |
| 61   | 2    | Hasan Al-Shammari    | KUW Kuwait                   | 26.27 |                  |
| 62   | 2    | Jason Chute          | FIJ Fiji                     | 26.46 |                  |
| 63   | 2    | Michele Piva         | SMR San Marino               | 26.60 |                  |
| 63   | 2    | Ahmad Faraj          | UAE Emirados Árabes Unidos   | 26.60 |                  |
| 65   | 2    | Trevor Ncala         | SWZ Suazilândia              | 26.88 |                  |
| 66   | 1    | Filippo Piva         | SMR San Marino               | 26.96 |                  |
| 67   | 1    | Amine El-Domyati     | LIB Líbano                   | 27.34 |                  |
| 68   | 1    | Mubarak Faraj Bilal  | UAE Emirados Árabes Unidos   | 27.60 |                  |
| 69   | 1    | Yul Mark Du Pont     | SWZ Suazilândia              | 27.93 |                  |
| 070  | 4    | Pedro Lima           | ANG Angola                   | DSQ   |                  |
| 070  | 4    | Mouhamed Diop        | SEN Senegal                  | DSQ   |                  |

#### Desempate
| Pos. | Raia | Nadador             | CON        | Tempo | Notas |
| ---- | ---- | ------------------- | ---------- | ----- | ----- |
| 1    | 4    | Feng Qiangbiao      | CHN China  | 23.28 | q, WD |
| 2    | 5    | Christophe Kalfayan | FRA França | 23.37 | q     |

### Finais

#### Final B
| Pos. | Raia | Nadador             | CON                       | Tempo | Notas |
| ---- | ---- | ------------------- | ------------------------- | ----- | ----- |
| 9    | 7    | Goran Titus         | SWE Suécia                | 23.28 |       |
| 10   | 5    | Per Johansson       | SWE Suécia                | 23.37 |       |
| 11   | 4    | Ang Peng Siong      | SIN Singapura             | 23.39 |       |
| 12   | 6    | Shen Jianqiang      | CHN China                 | 23.40 |       |
| 13   | 8    | Christophe Kalfayan | FRA França                | 23.45 |       |
| 14   | 3    | Stephan Güsgen      | FRG Alemanha Ocidental    | 23.55 |       |
| 15   | 2    | Mark Andrews        | CAN Canadá                | 23.64 |       |
| 16   | 1    | Hilton Woods        | AHO Antilhas Neerlandesas | 23.65 |       |

#### Final A
| Pos.              | Raia | Nadador             | CON                    | Tempo | Notas           |
| ----------------- | ---- | ------------------- | ---------------------- | ----- | --------------- |
| Medalha de ouro   | 4    | Matt Biondi         | USA Estados Unidos     | 22.14 | Recorde mundial |
| Medalha de prata  | 6    | Tom Jager           | USA Estados Unidos     | 22.36 |                 |
| Medalha de bronze | 5    | Gennadiy Prigoda    | URS União Soviética    | 22.71 |                 |
| 4                 | 3    | Dano Halsall        | SUI Suíça              | 22.83 |                 |
| 5                 | 8    | Stéfan Voléry       | SUI Suíça              | 22.84 |                 |
| 6                 | 2    | Volodymyr Tkachenko | URS União Soviética    | 22.88 |                 |
| 7                 | 7    | Frank Henter        | FRG Alemanha Ocidental | 23.03 |                 |
| 8                 | 1    | Andrew Baildon      | AUS Austrália          | 23.15 |                 |